# Volební cenzus
Volební cenzus je volební systém, který stanovuje nerovné volební právo a váha hlasů voličů je určována na základě specifického atributu voliče.

## Členění volebního cenzu
Je známo několik členění volebního cenzu. První členění je na cenzus absolutní nebo proporcionální. V absolutním cenzu osoba, která nesplňuje zvolené kritérium, plně přichází o volební právo, v opačném případě volební právo má. V proporcionálním cenzu je každému volebnímu hlasu přiřazena váha podle míry splnění daného kritéria.
Druhé členění je podle kategorie, kterou cenzus uplatňuje. Může se jednat např. o cenzus majetkový, daňový nebo kastovní. V majetkovém cenzu je kritériem množství majetku – při absolutním cenzu je volební právo přiřknuto až od určitého majetku, v proporcionálním je váha hlasu závislá na hodnotě majetku. Daňový cenzus je obdobný, ale namísto majetku je kritériem výše daní zaplacených osobou za specifikované období. V kastovním cenzu je pak kritériem pro volební právo společenské postavení osoby, např. šlechta volební právo má, poddaní nikoliv. Další typy zahrnují cenzus podle rasy, náboženského vyznání, vzdělání, služby v armádě atd.
Volební cenzus je de facto uplatňován i v moderní demokracii, kdy bývá prakticky vždy jako kritérium použit věk (volební právo je upřeno pod určitou věkovou hranici), případně i další kritéria, někdy bývá volební právo upřeno vězňům nebo osobám, které nejsou zodpovědné za své činy (typicky mentálně postižení).

## Volební cenzus v českých zemích
V Rakousko-Uhersku (a tedy i v českých zemích) se od roku 1861 do roku 1896 volilo ve čtyřech volebních kuriích (velkostatkářská, městská, obchodní a živnostenská a venkovská); do nich bylo obyvatelstvo rozděleno podle toho, kolik platilo na daních.  Základem byl 5zlatový volební cenzus, který byl roku 1896 snížen na 4 zlaté a vznikla tzv. pátá kurie pro voliče bez ohledu na poplatnost. Roku 1907 bylo zavedeno všeobecné hlasovací právo (bez volebního práva žen, to bylo zavedeno až v Československu 1919) a byly odstraněny kurie.